# Meersbeemden en Helshoven
Meersbeemden en Helshoven is een natuurgebied nabij Kuttekoven en wel in het bijzonder nabij de buurtschap Rullingen.
Het gebied, dat beheerd wordt door Natuurpunt, is gelegen in het dal van de Herk. Hier waren vanouds vochtige beemden die als hooiland werden gebruikt. Mede door het opstuwen van water ten behoeve van het nabijgelegen watermolenbedrijf van de Nieuwe Molen bleven de beemden zeer nat.
In het begin van de 21e eeuw werden beekherstelwerkzaamheden uitgevoerd waardoor de Herk weer meer meandert en er ook weer overstromingen kunnen plaatsvinden. Er werden glooiende oevers aangelegd en het vroegere kleinschalig landschap werd hersteld. Er werden poelen gegraven en populieren- en dennenplantages werden gerooid. Daarvoor in de plaats werden inheemse boomsoorten als els aangeplant.
Vanuit Kuttekoven werd een wandeling uitgezet door het gebied.